# Sanitarium
Sanitarium é um filme da antologia de terror produzido nos Estados Unidos, dirigido por Bryan Ortiz, Bryan Ramirez e Kerry Valderrama e lançado em 2013.